# Elvira Farreras i Valentí
Elvira Farreras i Valentí   (Barcelona, 1913 - Barcelona, 27 de març de 2005) fou una escriptora catalana, dedicada a la poesia i l'assaig, considerada una de les millors cronistes del barri barceloní del Putxet.

## Biografia
Era filla del manescal Pere Farreras i Sampera i d'Elvira Valentí i Camp, i germana del metge Pere Farreras i Valentí. L'any 1998 va rebre la Medalla d'Honor de Barcelona.

## Obres
- El Putxet. Memòries d'un paradís perdut (1981, reeditat 1994)
- Gal·la Placídia, la reina trista de Barcelona (2001)